# Giorgio Rodocanacchi
Giorgio Rodocanacchi (San Miniato, 2 ottobre 1897 – Capo Bon, 13 dicembre 1941) è stato un militare e marinaio italiano, insignito della medaglia d'oro al valor militare alla memoria nel corso della seconda guerra mondiale.

## Biografia

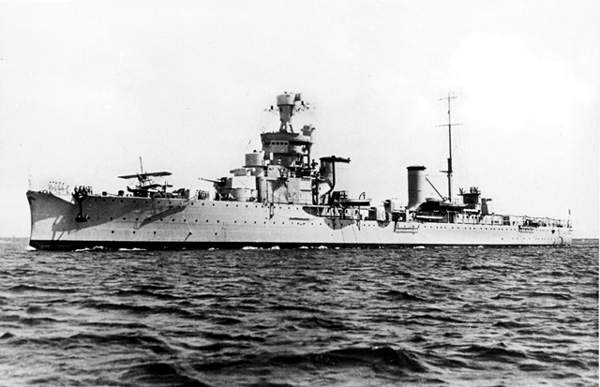
L'incrociatore leggero Alberico da Barbiano in navigazione.

Nacque a San Miniato (provincia di Pisa) il 2 ottobre 1897, figlio di Paolino e di Beatrice Nicolay Gamba. Allievo ufficiale presso la Regia Accademia Navale di Livorno dal settembre 1912, partecipò alla campagna navale nel corso della guerra italo-turca imbarcato sulla nave scuola Flavio Gioia. Uscì dall'Accademia nel 1916 con la nomina a guardiamarina e partecipò alla prima guerra mondiale imbarcato prima sulla nave da battaglia Andrea Doria, dove conseguì la promozione a tenente di vascello nel 1918,  e quindi sulla Giulio Cesare. Dopo un periodo trascorso alla Scuola cannonieri di Pola, frequentò la Scuola di comando navale imbarcandosi come comandante sulle torpediniere 52 AS e 56 AS, e sul cacciatorpediniere Alpino.
Promosso capitano di corvetta nel 1928 e capitano di fregata nel 1934, ebbe sempre incarichi di imbarco e comando di unità. Dal 1936 al 1937 diresse il Comando Marina di Tobruk, poi quello della base navale di La Maddalena ed infine assunse la carica di Sottocapo di Stato maggiore presso il Dipartimento Militare Marittimo di Taranto. Nel 1938-1939 fu destinato a Pantelleria come comandante del locale distaccamento Marina.
Promosso capitano di vascello nel maggio 1940, la dichiarazione di guerra a Francia e Gran Bretagna lo colse in servizio alla Direzione del personale e dei servizi militari. Nel maggio 1941 assunse il comando dell'incrociatore leggero Alberico da Barbiano, impiegato nella scorta ai convogli navali verso l'Africa Settentrionale Italiana.
Il 12 dicembre 1941 l'incrociatore lasciò il porto insieme alla nave gemella Alberto di Giussano per trasportare rifornimenti urgenti di carburante per aerei, munizioni e viveri  da Palermo a Tripoli. Venne intercettato al largo di Capo Bon dalla 4th Destroyer Flotilla della Royal Navy, ossia quattro cacciatorpediniere nemici (i britannici Sikh, Legion e Maori e l'olandese Hr. Ms. Isaac Sweers); prima di avere il tempo di reagire (solo poche mitragliere poterono aprire il fuoco), la nave, centrata da almeno tre siluri lanciati dal Sikh, dal Legion e dal Maori, e da varie cannonate, s'incendiò all'istante, capovolgendosi, senza lasciare scampo per chi si trovava sottocoperta.
Incurante della propria salvezza organizzò il salvataggio dell'equipaggio e cedette poi il proprio salvagente ad un marinaio che ne era sprovvisto scomparendo nei gorghi con l'unità al suo comando. Fu decorato con la medaglia d'oro al valor militare alla memoria.
La Regia Marina volle subito onorarne il nome, assegnandolo ad un cacciatorpediniere della Classe Comandanti Medaglie d'Oro che non fu mai completato a causa della vicende armistiziali dell'8 settembre 1943.

### Annotazioni
1. ↑  La famiglia era di origini greche.

### Fonti
1. ↑  Gruppo Medaglie d'Oro al Valore Militare 1965, p. 760.
2. 1 2 3 4 5 6 7 8 9 10  Alberini, Prosperini 2016, p. 454.
3. 1 2 3  Alberini, Prosperini 2016, p. 455.
4. ↑   Medaglia d'oro al valor militare Giorgio Rudocanacchi, su quirinale.it, Presidenza della Repubblica. URL consultato il 13 febbraio 2023.